# Radica et Doodica

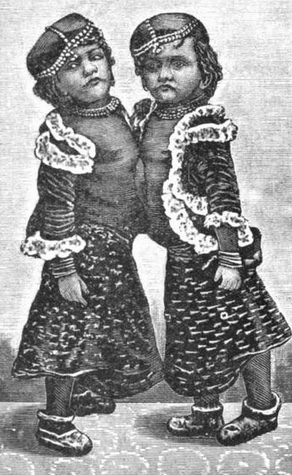
Les jumelles Orissa, vers l'âge de 6 ans.

Radica et Doodica (nées conjointes en 1888 ; séparées en 1902 ; Doodica meurt le 16 février 1902 et Radica en novembre 1903), dites « Les jumelles Orissa » sont des jumelles conjointes d'origine indienne, dites xiphopages, c'est-à-dire unies par la pointe du sternum.
Dès l'âge de quatre ans, elles sont en exhibition. Jusqu'à l'âge de 14 ans, elles font des tournées en Europe et en Amérique du Nord dans le cadre du Cirque Barnum.
En 1902, elles sont séparées chirurgicalement à Paris où l'intervention est intégralement filmée, suscitant une vive polémique dans la presse.

## Origine familiale
Radica et Doodica sont nées dans le district de Dhenkanal (état indien d'Orissa, devenu Odisha). Elles sont les sixièmes d'une famille de cinq enfants normaux. Peu après leur naissance, leur père Kitro Neik (en anglais Kestra Nayak) les confie aux soins d'une communauté religieuse indienne locale,,.
Vers l'âge de trois ans, elles sont remarquées par un impresario anglais de passage, le capitaine Coleman qui les retire des sâdhu pour les amener en Europe en 1892.

## Description médicale
Lors de leur arrivée à Londres en 1893, le British Medical Journal publie un rapport sur leur état physique, les trouvant « exempts de tout élément de répulsion » et « apparemment parfaites à tous égards, sauf qu'elles sont réunies du processus xiphoïde à l'ombilic » .
La bande qui les unit fait 10 cm sur 5. En face à face, leurs poitrines peuvent s'éloigner de 8 à 10 cm. La bande est si souple, qu'elles peuvent toutes deux s'asseoir normalement. A cette date, on ignorait si cette bande contenait ou non des viscères.
Un autre journal médical a rapporté que « les enfants se querellent rarement » .

## Carrière
La première exposition publique des sœurs Orissa en dehors de l'Inde a lieu au Royal Aquarium de Londres en 1893. La même année, elles sont aux États-Unis pour être en exhibition à l'exposition universelle de Chicago.
Elles voyagent ensuite durant une dizaine d'années, en tournées avec le cirque Barnum. On dit qu'elles ont une gouvernante écossaise, et qu'elles parlent anglais, français et allemand .

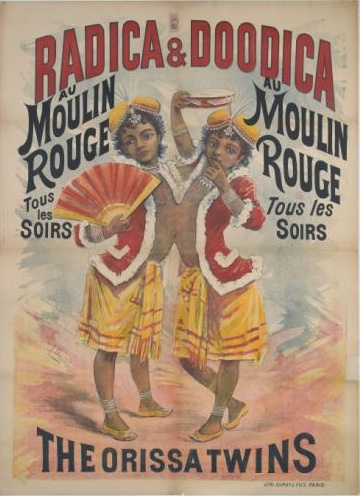
Numéro parisien en costume exotique.

En décembre 1901, les voilà à Paris, avec le Cirque Barnum installé dans la Galerie des Machines. Le succès de Barnum est considérable : Le Figaro souligne le caractère novateur d'une « gigantesque entreprise dans le monde des amusements publics ». Chaque jour, une heure avant la représentation, les portes s'ouvrent pour la visite des écuries, des ménageries et surtout du zoo humain. Parmi des monstres humains plus ou moins étranges, les jumelles Doodica et Radica, alors âgées de 13 ans, créent la sensation.
Les jumelles sont accoutrées en costume « exotique » censé indiquer leur origine indienne. Elles effectuent un numéro de chant et de danse, montrant ce qu'elles sont capables de faire en dépit de leur situation.
Ce type d'exhibition est typique des freak shows dans un contexte colonial. L'exotisme du costume souligne l'anomalie physique, tout à la fois repoussante et attirante. Le spectateur est confronté à une déviation de la norme, pour en retirer un sentiment réconfortant de supériorité de sa propre banalité « Ce que nous considérons comme un monstre naturel est en réalité un monstre culturel ».

## Séparation
Le 1er février 1902, Doodica est atteinte d'un syndrome abdominal aigu. Les jumelles sont transportées en urgence à l'hôpital Trousseau. Il s'avère que Doodica, la sœur la plus fragile, souffre d'une péritonite tuberculeuse. La séparation chirurgicale parait s'imposer dans l'espoir de sauver la santé de Radica, la jumelle la plus forte.
La tutrice des jumelles, Mme Coleman, les retire alors de l'hôpital Trousseau pour les transférer dans la clinique privée d'Eugène-Louis Doyen, 6 rue Piccini, Paris 16e. Ce chirurgien réputé était le promoteur d'un « cinéma médical » à visée pédagogique consistant à filmer toutes ses interventions depuis 1898.

### L'intervention
Le 9 février, Eugène Doyen effectue la séparation chirurgicale des deux fillettes. Il est secondé par cinq assistants dont Archibald Warden (médaillé de bronze aux JO de Paris 1900, en tennis double mixte). L'opération est intégralement filmée par Clément Maurice.

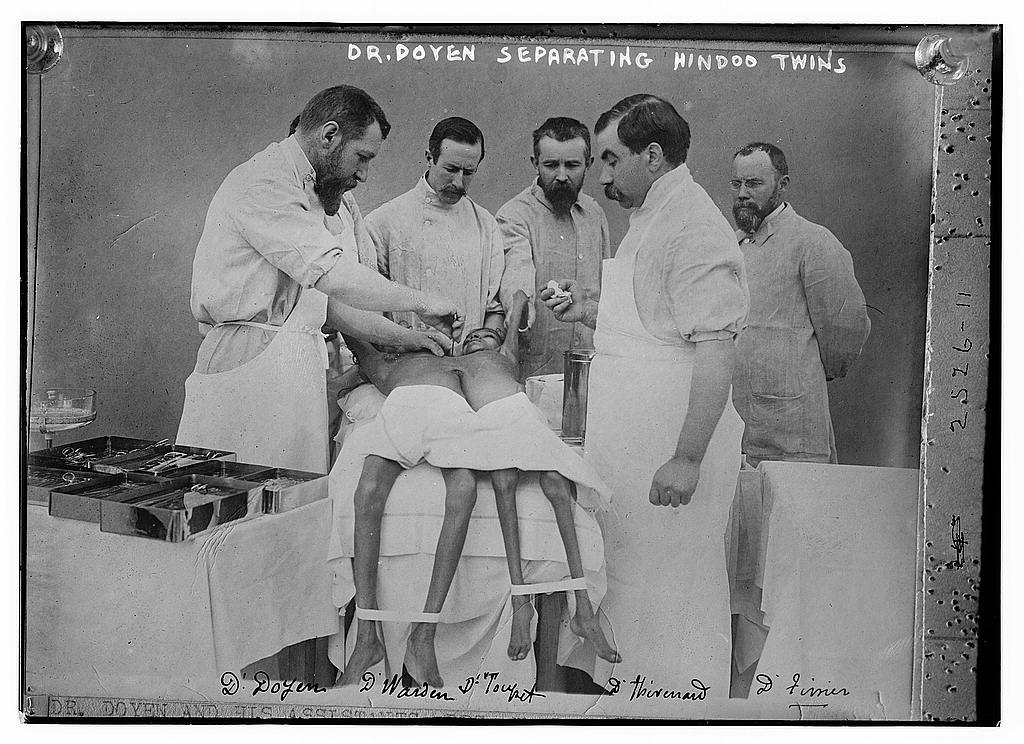
9 février 1902 : Eugène Doyen sépare les jumelles (Archibald Warden est le premier visible à sa gauche) : « Mise en scène de la supériorité médicale ».

Une violente polémique éclate alors dans la presse. Le Petit Parisien du 11 février 1902 dénonce « une spéculation honteuse et d'autant plus cynique », celle qui consiste à tirer profit de « pauvres sœurettes ». D'autres accusent Doyen d'avoir opéré en fonction de la durée limitée de la bande cinématographique.
Selon des historiens américains, pour les médecins de l'époque, il fallait « sauver » de la monstruosité plutôt que sauver le monstre lui-même. « La pratique de l'héroïsme médical sur les corps de Radica et Doodica peut être comprise comme la mise en scène de la supériorité médicale ».
La séparation des deux jumelles s'appuie sur l'autopsie des frères siamois Chang et Eng Bunker (1811-1874) faite moins de 30 ans auparavant. Avant l'intervention, pour évaluer la nature exacte du pédicule d'union des deux fillettes, du bleu de méthylène est donné à une jumelle pour être retrouvé dans les urines des deux. Cependant, la frontière entre la science médicale et le spectacle populaire reste poreuse, Doyen présentant son intervention comme une grande annonce publicitaire, sans jamais refuser d'interviews.

### Suites opératoires

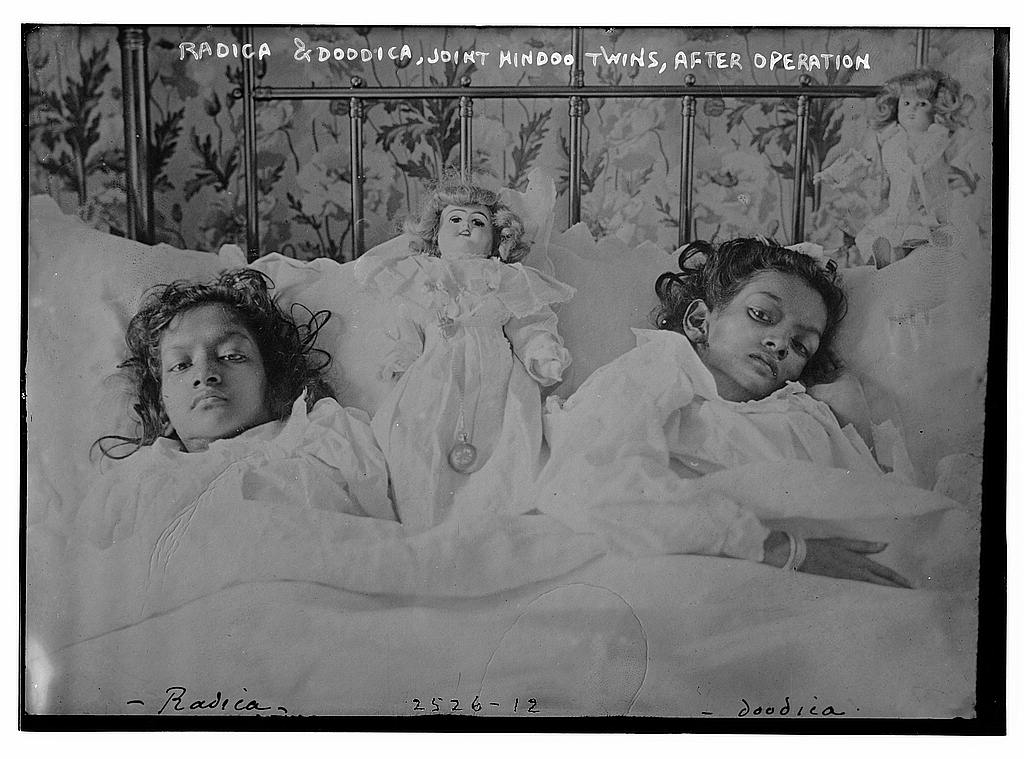
Radica & Doodica après séparation, photographiées par Clément Maurice le 13 février 1902.

L'intervention est d'abord un succès. Les bulletins de santé se veulent rassurants. Le 13 février, Clément Maurice les photographie toutes deux dans un lit double, symboliquement séparées par une poupée. La photo fait le tour du monde.
Le 16 février Doodica décède. Pour répondre aux critiques, Doyen procède à une autopsie dès le lendemain, en présence du commissaire de police de l'arrondissement, de médecins et de journalistes. Le corps de la fillette, âgée de 14 ans, ne pesait guère plus de 12,5 kg, soit 10 kg de moins que sa jumelle. Selon Doyen, la mort n'a pas été occasionnée par la séparation, vu l'absence de complications opératoires, mais par une perforation du cæcum, à l'origine de la péritonite, complication d'une tuberculose digestive,.
Doodica est enterrée discrètement dans la 91e division du cimetière de Bagneux. Depuis, sa sépulture n'a plus été retrouvée.
Quant à Radica, elle subit une longue convalescence sans être informée de la mort de sa sœur. Baptisée Marie Marguerite, elle apprend la couture. Elle meurt de tuberculose un an et demi plus tard, en novembre 1903, au sanatorium de Gorbio, près de Menton.

## Postérité
Quelques semaines après la séparation, Doyen présente son film au Congrès de chirurgie de Berlin le 4 avril 1902, puis à l'Académie de médecine le 8 avril. Sa communication orale se divise en 4 parties : anatomie du pédicule d'union, technique opératoire, résultats d'autopsie et exposé d'embryologie des monstres doubles. Il n'existe alors qu'une seule copie du film, conservée dans le coffre-fort de sa clinique de la rue Piccini.
Le 9 avril à Paris, La Tribune médicale publie une lettre de Paul Maurice Legrain, médecin-directeur de l'asile de Ville-Evrard. Celui-ci dénonce des pitreries médicales, puisque le film de Doyen est projeté à la Foire aux pains d'épices de Paris. Il s'agissait en fait de modèles de cire reproduisant un moment de l'intervention, et Doyen n'a aucune peine à montrer qu'il n'y était pour rien. Legrain se rétracte et présente ses excuses,.

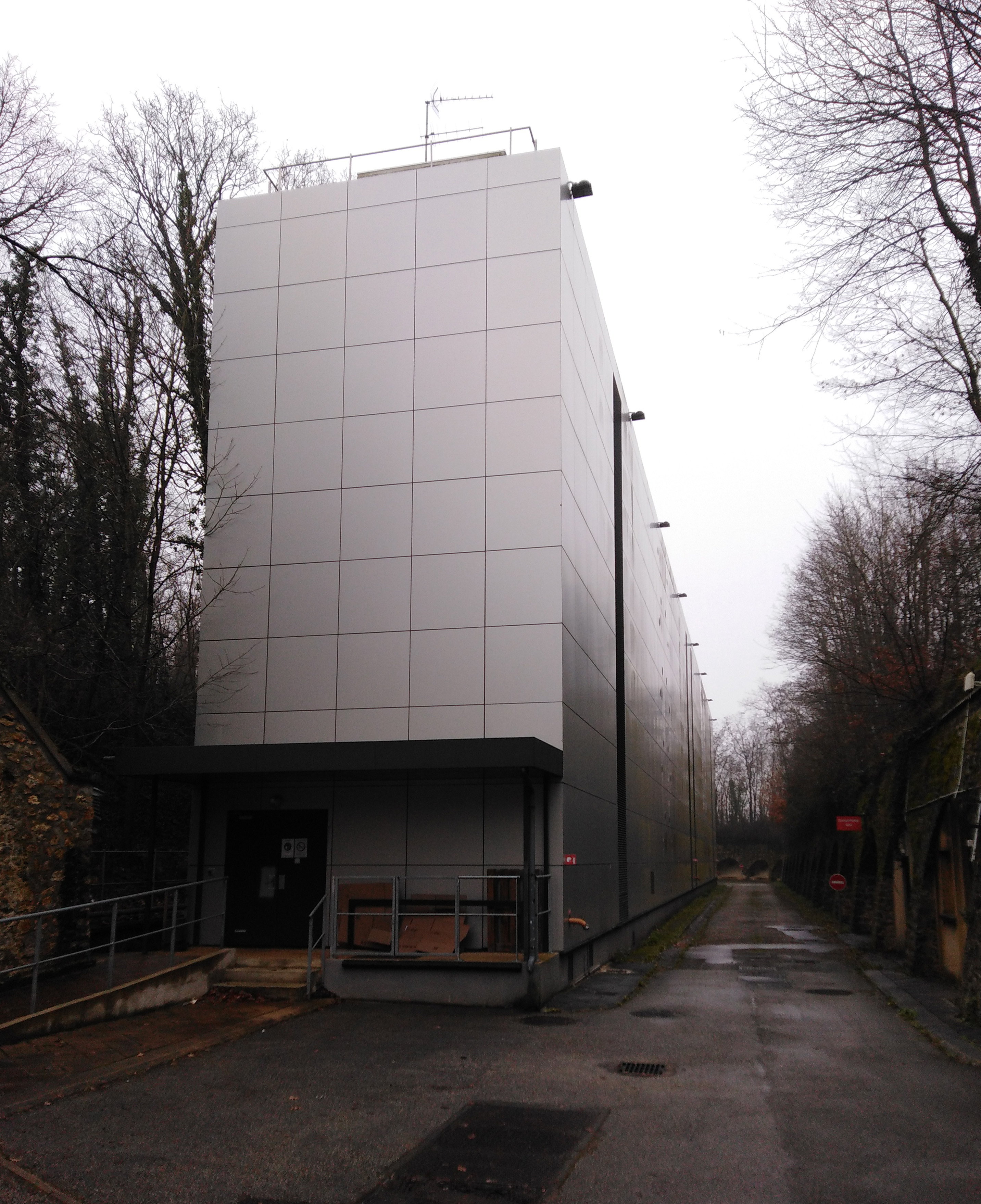
Bâtiment de conservation des films à Bois d'Arcy.

Cependant, le 16 avril 1902, Doyen confie imprudemment une copie de son film à son opérateur pour qu'il le présente à Vienne devant des médecins autrichiens, mais celui-ci en profite pour organiser des projections grand public avec de nouvelles copies frauduleuses. Dès la mi-mai, l'ambassade de France à Vienne fait état de projections publiques.
En 1903, la presse parle d'une « tempête de dégoût » soulevée par ce film à Vienne. On y voit en effet la dextérité quelque peu brutale de Doyen pour terminer l'opération dans le temps imparti, l'efficacité relative du chloroforme utilisé comme anesthésique (les jambes remuent lors de l'opération), et la maigreur squelettique de Doodica atteinte de tuberculose avancée.
En 1937, le film était encore détenu par la famille Doyen. Après la guerre, il est déposé à l'Institut de la cinématographie scientifique. Il est désormais conservé au service des Archives françaises du film de Bois d'Arcy. Sa dernière projection publique a eu lieu le 2 octobre 1995, lors d'une journée « Cinéma et Médecine » au Grand amphithéâtre de l'École de Médecine.
Un fragment du film est reproduit dans le documentaire les Origines du cinéma scientifique (1994) de Virgilio Tosi (it).
Inscrite au patrimoine, une maison à deux logements accolés, construite entre 1908 et 1911, porte leurs prénoms Doodica et Radica à Fort-Mahon-Plage.
En 2017, à New Delhi, à l'occasion de la séparation chirurgicale réussie des jumeaux conjoints Jaga and Kalia Kanhar, eux aussi originaires d'Odisha, la presse indienne rappelle le précédent des jumelles conjointes hindoues Radhika and Dudhika Nayak,.